# Trường Đại học Kỹ thuật – Công nghệ Cần Thơ
Trường Đại học Kỹ thuật - Công nghệ Cần Thơ (CTUT - Can Tho University of Technology) là trường đại học công lập chuyên đào tạo khối ngành kỹ thuật tại Thành phố Cần Thơ. Trường trực thuộc Ủy ban Nhân dân Thành phố Cần Thơ, chịu sự giám sát về giáo dục của Bộ Giáo dục và Đào tạo.

## Đội ngũ giảng viên
Tính đến tháng 12 năm 2019, trường có 196 viên chức, giảng viên, người lao động. Trong đó giảng viên cơ hữu 169 người, giảng viên cơ hữu kiêm cán bộ quản lý 15 người, nhân viên 11 người. Giảng viên cơ hữu có 01 Phó Giáo sư, 22 tiến sĩ, 125 thạc sĩ và 21 giảng viên có trình độ đại học.

## Cơ sở đào tạo
Cơ sở 1: 256 Nguyễn Văn Cừ, Quận Ninh Kiều, Thành phố Cần Thơ.
Cơ sở 2: Chưa có

## Cơ cấu tổ chức

### Các Phòng
- Phòng Đào tạo
- Phòng NCKH - Hợp tác quốc tế - Thanh tra - Pháp chế
- Phòng Đảm bảo chất lượng và Khảo thí
- Phòng Công tác chính trị và Quản lý sinh viên
- Phòng Tổ chức - Hành chính
- Phòng Quản trị - Thiết bị
- Phòng Tài chính - Kế toán

### Các Trung tâm
- Trung tâm Ngoại ngữ - Tin học
- Trung tâm Đào tạo - Bồi dưỡng
- Trung tâm Thí nghiệm - Kỹ thuật năng lượng - Chuyển giao công nghệ

### Các Khoa
- Khoa Công nghệ thông tin
- Khoa Điện - Điện tử - Viễn thông
- Khoa Kỹ thuật cơ khí
- Khoa Kỹ thuật xây dựng
- Khoa Quản lý công nghiệp
- Khoa Công nghệ Thực phẩm - Công nghệ sinh học
- Khoa Khoa học cơ bản

## Các ngành đào tạo
| 1  | Khoa học máy tính                            |
| 2  | Khoa học dữ liệu                             |
| 3  | Hệ thống thông tin                           |
| 4  | Công nghệ thông tin                          |
| 5  | Kỹ thuật phần mềm                            |
| 6  | Kỹ thuật hệ thống công nghiệp                |
| 7  | Quản lý công nghiệp                          |
| 8  | Logistics và Quản lý chuỗi cung ứng          |
| 9  | Quản lý xây dựng                             |
| 10 | Công nghệ kỹ thuật công trình xây dựng       |
| 11 | Công nghệ kỹ thuật cơ điện tử                |
| 12 | Công nghệ kỹ thuật điện, điện tử             |
| 13 | Công nghệ kỹ thuật điều khiển và Tự động hóa |
| 14 | Công nghệ thực phẩm                          |
| 15 | Công nghệ sinh học                           |
| 16 | Công nghệ kỹ thuật hóa học                   |
| 17 | Công nghệ kỹ thuật năng lượng                |
| 18 | Quản trị kinh doanh                          |
| 19 | Luật                                         |
| 20 | Ngôn ngữ anh                                 |
| 21 | Kế toán                                      |
| 22 | Tài chính ngân hàng                          |

| 1  | Cử nhân Anh văn                     |
| 2  | Kinh tế kế toán                     |
| 3  | Kinh tế ngoại thương                |
| 4  | Công nghệ thực phẩm                 |
| 5  | Cử nhân tin học                     |
| 6  | Xây dựng                            |
| 7  | Cử nhận Luật                        |
| 8  | Tài chính tín dụng                  |
| 9  | Chế biến thủy sản                   |
| 10 | Quản trị kinh doanh                 |
| 11 | Nuôi trồng thủy sản                 |
| 12 | Điện công nghiệp                    |
| 13 | Kinh tế đối ngoại                   |
| 14 | Xây dựng cầu đường                  |
| 15 | Điện tử viễn thông                  |
| 16 | Thú Y                               |
| 17 | Địa lý du lịch                      |
| 18 | Lưu trữ và TQ văn phòng             |
| 19 | Xã hội học                          |
| 20 | Cử nhân Công nghệ thông tin (Từ xa) |

## Các trường liên kết
- Đại học Bách khoa Thành phố Hồ Chí Minh
- Đại học Cần Thơ
- Đại học Công nghệ thông tin
- Trường Đại học Đà Lạt
- Đại học Đà Nẵng
- Đại học Khoa học Xã hội và Nhân văn Thành phố Hồ Chí Minh
- Đại học Kinh tế Thành phố Hồ Chí Minh
- Đại học Luật Hà Nội
- Đại học Luật Thành phố Hồ Chí Minh
- Đại học Mở Thành phố Hồ Chí Minh
- Đại học Ngoại thương cơ sở 2, Thành phố Hồ Chí Minh
- Đại học Nha Trang
- Đại học Nông Lâm Thành phố Hồ Chí Minh

## Trang tin điện tử
- Trường Đại học Kỹ thuật - Công nghệ Cần Thơ
- Chuyên trangTuyển sinh Trường Đại học Kỹ thuật - Công nghệ Cần Thơ
- Fanpage Trường Đại học Kỹ thuật - Công nghệ Cần Thơ